# الخط الزمني لجائحة فيروس كورونا 2019-20 في إسبانيا
أُثبت انتشار الوباء لأول مرة إلى إسبانيا في 31 يناير 2020، عندما أُكّدَت إصابة سائح ألماني بفيروس سارس كوفيد-2 في لا غوميرا في جزر الكناري. أظهر التحليل الوراثي البعدي وصول ما لا يقل عن 15 سلالة من الفيروس، وبدأ انتقال العدوى في المجتمع بحلول منتصف فبراير، وبحلول 13 مارس، أُثبت انتشار الحالات في جميع مقاطعات البلاد الخمسين.
فُرضَت حالة من الانتباه والإغلاق الوطني في 14 مارس، وفي 29 مارس أُعلن عن أوامر بالتزام جميع العمّال غير الأساسين بمنازلهم لمدة 14 يوم بدءًا من ثاني يوم للإعلان. سُجّلت معظم الحالات والوفيات في البلاد في مدريد.  كانت معدّلات الإصابة عالية بشكل خاص بين العاملين في المجال الطبي وأولئك الذين يعيشون في دور رعاية المسنين. في 25 مارس، تجاوز عدد الوفيات المُسجّلة في إسبانيا بسبب الفيروس عدد الوفيات في الصين، وجاءت إسبانيا بالمرتبة الثانية بعد إيطاليا. في 2 أبريل توفي 950 شخصًا بسبب الفيروس في غضون 24 ساعة، وكان ذلك أعلى معدّل وفيات في يوم واحد.
حتى 17 مايو 2020، كانت قد سُجّلت 231,350 حالة إصابة مؤكدة و27,650 حالة وفاة بينما كان هناك 149,576 حالة شفاء. اعتبرت الأرقام غير دقيقة والعدد الفعلي للحالات أعلى بكثير، فمن الصعب بمكان أن تُجرى الفحوص للعديد من الأشخاص الذين يعانون من أعراض خفيفة فقط أو بدون أعراض. في 13 مايو، أظهرت نتائج الموجة الأولى من دراسة الانتشار المصلي التي قامت بها الحكومة الإسبانية على نطاق الدولة أن النسبة المئوية للسكان الذين كان من الممكن أن يصابوا خلال الوباء حوالي 5%، أي ما يقرب من مليوني شخص، وهذه الأرقام أعلى بعشر المرات من عدد الحالات المؤكدة حتّى ذلك التاريخ.  وفقًا لهذه الدراسة التي تستند إلى عينة تضم أكثر من 63,000 شخص، ستكون مدريد وكاستيلا-لامانشا أكثر المناطق تأثرًا إذ تزيد نسبة الإصابة عن 10%. يُعتقد أيضًا أن عدد الوفيات أعلى من المُسجَّل أيضًا بسبب نقص القدرة على الاختبار والإبلاغ، ربما بما يصل إلى 5,700–6,000 وفقًا لتحليل الوفيات الزائدة المختلفة. في 17 مايو أعلنت الحكومة الإسبانية لأول مرّة منذ شهرين عن عدد وفيات يومي أقل من مئة حالة وفاة.

## شهر يناير
في 31 يناير 2020، أُكّدت أول حالة إصابة بالفيروس في إسبانيا في لا غوميرا في جزر الكناري. الحالة لسائح ألماني قُبَل في مشفى نويسترا سينيورا الجامعي في كانديلاريا.

## شهر فبراير
في 9 فبراير، سُجّلت إصابة جديدة بالمرض لسائح بريطاني في بالما دي مايوركا في جزر البليار، انتقلت إليه العدوى بعد اتّصاله بشخص في فرنسا ثبتت إصابته لاحقًا.
ألغي ملتقى عالم الهاتف النقّال في برشلونة في 12 فبراير.
سُجّلت أول حالة وفاة بالفيروس المستجد في 13 فبراير، وهو رجل يبلغ من العمر 69 عامًا كان في نيبال. توفي في فالنسيا وشُخّصَت حالته بعد الوفاة.
في 24 فبراير، بعد تفشّي كوفيد- 19في إيطاليا، بينما كان طبيب من لومباردي في إيطاليا يقضي عطلته في تينيريفي، أثبت الفحص إصابته بفيروس كوفيد-19 في مستشفى نوسترا سينيورا الجامعي في كاندرلاريا في إسبانيا. أُغلقَ إثر ذلك «إتش تن كوستا أديجي بالاس» في تينيريفي.
في 25 فبراير أُكّدَت إصابة أربع حالات جديدة تتعلّق بتماس مع أشخاص إيطاليين في إسبانيا:
- في جزر الكناري كانت نتيجة فحص زوجة الطبيب من لومباردي إيجابية، التي كانت هي الأخرى في عطلة في تينيريفي.
- في كاتالونيا، أُكّدَت إصابة امرأة إيطالية تبلغ من العمر 36 عامًا تعيش في إسبانيا، وزارت برغامو وميلانو في الفترة من 12 إلى 22 فبراير.[8][9]
- أكّدت إصابة رجل يبلغ من العمر 24 عامًا من مدريد، ولكنّه عاد مؤخرًا من شمال إيطاليا، ليدخل بعدها إلى مستشفى كارلوس الثالث.[10][11]
- في منطقة بالنسيه، كانت نتيجة فحص رجل من فياريال إيجابية، سافر مؤخرًا إلى ميلانو، وأدخِل إلى مستشفى جامعة دي لا بلانا في كاستيلون.[12]

في 26 فبراير
- تأكيد أول حالة إصابة في أندلسيا في إشبيلية.[13]
- في جزر الكناري، كانت نتائج فحص سائحان إيطاليان، كانا في عطلة مع الطبيب الإيطالي وزوجته إيجابية. نُقلَت المجموعة إلى مستشفى نويسترا سينيورا الجامعي في كانديلاريا وخضعوا جميعًا للحجر الصحي.[14] في برشلونة أُكّدت إصابة رجل يبلغ من العمر 22 عامًا، زار إيطاليا قبل بضعة أيام، وكُشفَت حالة إيجابية أخرى في مستشفى نويسترا سينورا الجامعي في سان سيباستيان دي لا غوميرا.[15][16]
- أُعلَن عن حالة ثانية في مدريد.[17]

في 27 فبراير
- أُدخلَت امرأة تبلغ من العمر 22 عامًا من تينيريفي إلى مستشفى كلينيك في برشلونة، سافرت إلى إيطاليا في الفترة من 19 إلى 25 فبراير.[18]
- في قشتالة وليون، أُدخَل طالب منحة إراسموس إيطالي يبلغ من العمر 18 عامًا يدرس في جامعة آي إي في سيغوفيا، عاد لتوه من ميلانو، إلى مستشفى دي سيغوفيا، ومهندس من إيران يعمل في بلد الوليد.[19][20][21]
- في منطقة بلنسية، كانت نتيجة فحص الفيروس لدى رجل يبلغ من العمر 44 عامًا إيجابية، عمل الرجل ككاتب رياضي، وسافر إلى ملعب سان سيرو في ميلانو في 19 فبراير لمشاهدة كرة قدم بين فريقي أتالانتا وفالنسيا الرياضيين، ودخل بعدها مستشفى كلينكو الجامعي في فالنسيا. كما أثبتت إصابة شخصين آخرين كانا على اتصال به، وأُدخلا إلى نفس المستشفى. بالإضافة إلى شخصين آخرين، حضرا نفس مباراة كرة القدم في ميلانو، إلى المستشفى في نفس المكان.[22][23][24][25] دخلت امرأة زارت ميلان إلى مستشفى ساغونتو في فالنسيا، وقُبِل طالب إيطالي يدرس في فالنسيا كان قد زار شمال إيطاليا، في مستشفى بيسيت الجامعي.[25]

في 28 فبراير

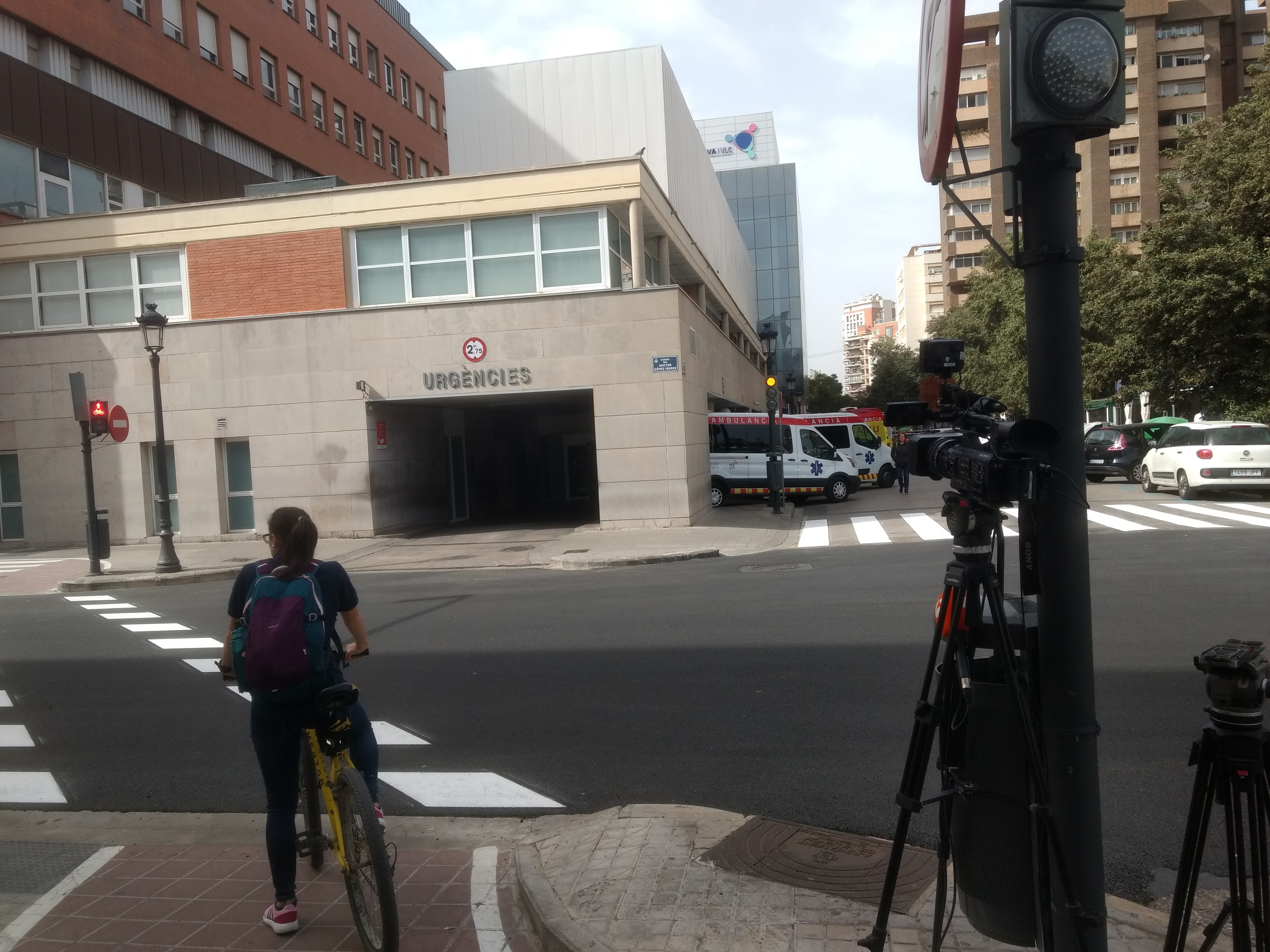
كاميرات تلفزيونية تغطي أولى حالات الإصابة بفيروس كوفيد- 19في مستشفى في فالنسيا.

- في أندلسيا أثبتت إصابة رجل يبلغ من العمر 28 عامًا في ألمرية في مستشفى ميديترانيو.[26] كانت نتيجة ثمانية أشخاص آخرين إيجابية: رجلين (42 و 53 عام)، وامرأة تبلغ من العمر 81 عامًا في ماربيا، وممرضة تبلغ من العمر 25 عامًا من أرجونيلا عالجت شخصًا مصابًا في مستشفى توريخون دي أردو، وطبيب يبلغ من العمر 58 عامًا، ورجلين تتراوح أعمارهم بين 42 و 53 عامًا، وامرأة تبلغ من العمر 55 عامًا في فوينخيرولا.[27][28]
- أعلنت منطقة مدريد عن الحالة الإيجابية الخامسة للفيروس التاجي في مستشفى إنفانتا صوفيا الجامعي في مدينة سان سيباستيان دي لوس رييس، وهو رجل يبلغ من العمر 66 عامًا.[29]
- بعد اكتشاف حالة إصابة الكاتب الرياضي بعد ذهابه إلى ميلان لحضور دور أبطال أوروبا الدوري السادس عشر، ومشاهدة المباراة بين نادي أتلانتا وفالنسيا الرياضيين، أعلن نادي فالنسيا تعليق جميع الأحداث الداخلية غير الرياضية مثل المؤتمرات الإخبارية.[29]

في 29 فبراير
- في أندلسيا، أثبتت إصابة حالتين جديدتين مشبوهتين في فوينخيرولا لرجلين يبلغان من العمر 59 و 62 عامًا مقيمين في مقاطعة مالقة، ليرتفع عدد الحالات الإجمالية إلى عشر حالات.[30]
- أُبلِغ عن أول إيجابية في أستورياس.[31]
- في جزر البليار أثبتت حالة إيجابية جديدة، وهي امرأة في مايوركا ما تزال معزولة في مستشفى سون إسباسيس الجامعي.[32]
- أبلِغ عن أول حالة في إقليم الباسك.[33]
- في كانتابريا أُعلَن عن الحالة الأولى للإصابة لرجل سافر سابقًا إلى إيطاليا.[34]
- أثبتت إصابة حالتين أخريين في كاتالونيا: واحدة في جيرونا والأخرى في سانت كوجات ديل فاليس.[35]
- أُبلِغ عن الحالة الأولى في نافار.[36]

## مارس

### 1 مارس
- رفعت إصابة شابان أندلسيان عدد الإصابات في أندلسية إلى 12.[37]
- أبلغ في إقليم الباسك عن أربع حالات أخرى، نتجت ثلاث منها عن الاختلاط الإيجابي السابق في مقاطعة ألافا، في حين أن الحالة المتبقية من غيبوثكوا كانت متخصصة في الرعاية الصحية ولم يكن هناك أي علاقة أو تاريخ متعلق بعوامل الخطر.[38]
- في قشتالة والمنشف، تأكدت أول حالة إصابة بفيروس كورونا، وهو ذكر يبلغ من العمر 62 عامًا من مقاطعة وادي الحجارة.[39]
- في قشتالة وليون، أبلغ عن حالة إصابة لذكر سائق شاحنة يبلغ من العمر 62 عامًا، سافر إلى ميلانو قبل أسبوعين وأثبتت إصابته بفيروس كورونا في مستشفى إل بييرزو.[40]
- أبلغت إكستريمادورا عن أول أربع حالات فيها، وهم رجل يبلغ من العمر 56 عامًا في قورية، ورجل عمره 56 عامًا في قصرش أيضًا، وذكران يبلغان من العمر 58 عامًا، و19 حالة أخرى في يرينا-الصفراء.[41]

### 2 مارس
- في إقليم الباسك، أبلغ عن إصابة عاملة رعاية صحية أخرى في مقاطعة ألافا، مما رفع عدد الحالات إلى 10 حالات.[42]
- في كانتابريا، أبلغ عن تسع حالات جديدة وهم أشخاص سافروا إلى إيطاليا إلى زيادة إجمالي الحالات هناك 10 حالات في المجتمع.[43]
- أعلنت قشتالة والمنشف عن حالتين جديدتين: رجلان أعمارهما 23 و30 عامَا وكلاهما من الأشخاص الوافدين إلى البلاد، وهما على صلة وبائية بمنطقة الخطر في شمال إيطاليا ويُعالجان في المنسى والباسيتي.[44]
- في قشتالة وليون، أدت خمس حالات إصابة جديدة في يوم واحد إلى وصول إجمالي تعداد المصابين إلى ثمانية أشخاص في المنطقة.[45] ثلاثة في ليون، أحدهم كان شرطيًا من ليون كان يأخذ بيانًا من مواطنين كوريين مع وجود سعال نشط لديه،[46] طالب يبلغ من العمر 19 عامًا من جامعة سلامانكا[47] ورجل يبلغ من العمر 52 عامًا من لا ريوخا في مقاطعة برغش.[48]
- أبلغت كاتالونيا عن ثلاث حالات إيجابية أخرى في القائمة: امرأتان تبلغان من العمر 16 و20 عامًا تقيمان في جيرونا وسافرتا إلى شمال إيطاليا في الفترة بين 14 و16 فبراير. الحالة الثالثة هي رجل يبلغ من العمر 28 عامًا يعيش في برشلونة وكان قد سافر إلى ميلانو في الفترة من 20 إلى 23 فبراير.[49]
- حالتان جديدتان في إكستريمادورا، امرأتان تبلغان من العمر 20 و21 عامًا من بطليوس، مما يرفع المجموع إلى 6 حالات.[50]
- زادت الحالات الإيجابية في منطقة مدريد لتصل إلى 29 حالة، بعد أن أفاد تقرير أولي خاطئ بأن الرقم 32 في مؤتمر صحفي لمدير مركز تنسيق الإنذارات الصحية والطوارئ في وزارة الصحة، فرناندو سيمون.[51]
- أبلغ عن حالة إيجابية أخرى في نبرة، لرجل يبلغ من العمر 34 عامًا، وكان أحد أفراد عائلة المرأة التي قُبلت سابقًا.[52]
- تأكدت الحالة الأولى في لا ريوخا[53]

### 3 مارس
- أبلغ عن شخص آخر مصاب في مالقة، الأندلس، مما يجعل مجموع الحالات التي أبلغ عنها 13.[54]
- أبلغ عن حالتين إيجابيتين آخرتين في أشتورية، مما يرفع مجموع الحالات إلى ثلاث.[55][56]
- أكدت ثالث حالة إيجابية في جزر البليار.[57]
- ثلاث حالات إيجابية أخرى في إقليم الباسك، اثنان جديدان مصابان في ألافا، والحالة الثالثة في بيسكاي، مما يرفع إجمالي الحالات إلى 13، 10 في ألافا، 2 في غيبوثكوا و1 في بيسكاي.[58]
- في قشتالة والمنشف، أبلغ عن أربع حالات جديدة، ليصل المجموع إلى سبع، اثنتان في مقاطعة وادي الحجارة واثنتان أخريان في مقاطعة طليطلة.[59]
- حالة جديدة في كاتالونيا، سائح يبلغ من العمر 38 عامًا كان في ميلانو، وبالتالي وصل تعداد الحالات إلى 18 مصابًا.[60]
- 27 حالة جديدة في منطقة مدريد مما يرفع المجموع إلى 56، مع وجود خمس حالات حرجة في العناية المركزة.[61]
- أكدت الحالة الثانية في لا ريوخا، وهو رجل كان على تماس بشخص كان جزءًا من الطاقم الصحي في مستشفى تساجوريتشو (فيتوريا-غاستيز، ألافا) وأكدت هذه الحالة على أنها أول حالة في المجتمع.[62]
- يرتفع عدد المصابين في بلنسية إلى 19 حالة، مع أربع حالات جديدة.[63] بعد تحقيق طبي شرعي، توفي رجل مصاب بفيروس كورونا في مستشفى ارنالدوس دي فيلا نوفا في 13 فبراير في بلنسية.[64]
- وقعت أول وفاة في مدريد في هذا التاريخ، وأبلغ عنها في 5 مارس بعد تحليل الطب الشرعي.[65][66]

### 4 مارس
- أبلغ عن حالة إيجابية جديدة في أشتورية مما يرفع المجموع إلى 4 حالات.[67]
- أكدت أول إصابة في أرغون وهو رجل يبلغ من العمر 79 عامًا.[68]
- أكدت حالتان أخريان في جزر البليار، شابان من لا بويبلا سافرا إلى بيرغامو، مما رفع إجمالي الحالات النشطة إلى 4 وقد تعافت إحداها.[69]
- 8 حالات أخرى في إقليم الباسك مما يرفع المجموع إلى 21، 16 حالة نشطة في ألافا، واثنتان في غيبوثكوا، وثلاث أخرى مصابة ووفاة إحداها في بيتثكايا. لا يزال أكثر من 250 شخص تحت الحجر الصحي، أكثر من مئة منهم هم عاملون في مجال الصحة.[70][71]
- أبلغ عن خمس حالات جديدة في قشتالة والمنشف مما يرفع المجموع إلى 12: 7 في مقاطعة وادي الحجارة، 2 في طليطلة، 1 في الباسيتي، 1 في المنسى و1 في توميلوسو[72][73]
- 10 حالات جديدة في كتالونيا، مما يرفع المجموع إلى 28 مصاب،  وهي امرأة تبلغ من العمر 23 عامًا من برشلونة كانت في عطلة في ميلانو، رجل عمره 39 عامًا من برشلونة كان قد سافر إلى بيرغامو وميلانو، رجل يبلغ من العمر 40 عامًا من برشلونة وسافر أيضًا إلى ميلانو، رجل يبلغ من العمر 47 عامًا من مانريسا انتقلت إليه العدوى من شخص مصاب من بيتثكايا، امرأة تبلغ من العمر 53 عامًا ورجل يبلغ من العمر 52 عامًا، وكلاهما من جيرونة وانتقلت إليهما العدوى من أشخاص مؤكدة إصابتهم مسبقًا، جميع الحالات الثلاث الأخيرة كانت ناتجة عن اتصال محلي بمصابين.[74][75]
- في جليقية، أكدت أول حالة ضمن المجتمع في لا كورونيا.[76]
- 20 حالة إيجابية جديدة في منطقة مدريد، مما يرفع المجموع إلى 76 حالة، 41 منها في حالة استشفاء و7 في العناية المركزة.[77]
- أبلغ عن خمس حالات جديدة في لا ريوخا، ولكن احتسبت واحدة منها ضمن برغش، قشتالة وليون، مما يجعل المجموع 6 حالات ضمن المجتمع.[78][79]
- ارتفع عدد الإصابات في مجتمع بلنسية إلى 22 حالة، مع إهمال أربع حالات جديدة وإحدى حالات اليوم السابق، 3 منها في مقاطعة لقنت.[80]

### 5 مارس
- أبلغ عن أربع إصابات جديدة في أندلسية، فتاة تبلغ من العمر 17 عامًا في مالقة في مدرسة سانتا روزا دي ليما عادت الأسبوع الماضي من رحلة دراسية إلى إيطاليا وامرأة تبلغ من العمر 23 عامًا وامرأة تبلغ من العمر 37 عامًا في إشبيلية وامرأة تبلغ من العمر 41 عامًا في برج الهوارين، ليصل العدد الإجمالي إلى 17 حالة نشطة وليس 16 كما ذكرت وسائل الإعلام.[81][82]
- في أشتورية، أبلغ عن حالة جديدة في خيخون، ذكر يبلغ من العمر 48 عامًا بمجموعة توريخون دي أردوز (مدريد)، ليصبح العدد خمس حالات.[83]
- إصابة شخص جديد في جزر البليار، لصبح المجموع خمس حالات نشطة مع تعافي حالة واحدة.[84]
- 6 حالات جديدة في إقليم الباسك ليصبح المجموع 27 حالة.[85]
- أبلغ عن حالتين جديدتين في جزر الكناري (سائح إيطالي في كناريا الكبرى وسائح إيطالي آخر في سان كريستوبال دي لا لاغونا، وأبلغ عن تعافي شخص، ليرفع مجموع الحالات إلى 8 حالات نشطة مع تعافي 3 حالات.[86][87][88]
- أبلغ عن حالتين جديدتين في قشتالة وليون، مقاطعة شلمنقة، وبلد الوليد، مما يرفع إجمالي الحالات الإيجابية إلى 13.[89][90]
- أبلغ عن حالة جديدة في قشتالة والمنشف في مقاطعة وادي الحجارة، مما يرفع الإجمالي إلى 13 حالة.[91]
- 4 حالات إيجابية جديدة في كتالونيا، ليصبح المجموع 32 حالة.[92]
- أبلغ عن ثاني حالة إيجابية مجتمعية في جليقية، وهو ذكر يبلغ من العمر 43 عامًا قُبل في مستشفى ألفارو كونكويرو دي فيغو في فيغو.[93]
- 13 حالة جديدة في منطقة مدريد مما يرفع الإجمالي إلى 89، وبعد تحقيق الطب الشرعي، اكتشف أن امرأة تبلغ من العمر 99 عامًا توفيت في مدريد في 3 مارس بسبب فيروس الكورونا، لتصبح ثالث وفاة مؤكدة في إسبانيا.
- أعلن عن ثالث إصابة في نبرة، مما يجعل مجموع الحالات 3 وليس 4 كما أبلغت وسائل الإعلام، إذ أن هذه الحالة الأخرى قد أدخلت المستشفى واحتسبت على إقليم الباسك.[94]
- 4 حالات إيجابية جديدة في لا ريوخا لفيروس كورونا مما يجعل المجموع 10،[95] وفي وقت لاحق بعد ظهر اليوم نفسه ارتفع عدد الحالات إلى 17.[96]
- ارتفع عدد المصابين في بلنسية ليصل إلى 30 حالة، مع 8 حالات في كاستيون دي لا بلانا وألش وأوريولية وبلسنية.[97]

### 6 مارس
- أبلغ عن خمس حالات جديدة في أندلسية، امرأة تبلغ من العمر 63 عامًا في مالقة سافرت مؤخرًا إلى إيطاليا، امرأة تبلغ من العمر 48 عامًا في بياسة (جيان) سافرت مؤخرًا إلى إيطاليا أيضًا، رجل يبلغ من العمر 78 عامًا في جيان، رجل يبلغ من العمر 74 عامًا في مربلة أدخل إلى المستشفى كوستا ديل سول ورجل يبلغ من العمر 72 عامًا في توريمولينوس أدخل إلى مستشفى فيثاس زانيت في مالقة، وبالتالي بلغ إجمالي الحالات 22 حالة.[98]
- أكدت الإصابة الثانية بفيروس كورونا في أرغون، أدخل رجل يبلغ من العمر 87 عامًا إلى مستشفى نويسترا سينيورا دي غراسيا في سرقسطة وتوفي بعد ذلك ببضع ساعات،[99][100] مما رفع تعداد الحالات إلى 9 حالات مع وفاة واحدة.[101]
- أبلغ عن حالتين إيجابيتين جديدتين في أشتورية، متعلقتين بالرجل الذي يبلغ من العمر 48 عامًا الذي له صلة وبائية بمجموعة توريخون دي أردوز (مدريد)، مما يجعل العدد 7 حالات نشطة.[102]
- حالة إيجابية جديدة في جزر البليار، مما يجعل إجمالي الحالات 6 مع تعافي حالة واحدة.[103]
- 18 حالة إيجابية أخرى في إقليم الباسك، 13 حالة إيجابية جديدة في ألافا و5 في بسكاي، مما يرفع إجمالي الحالات إلى 45.[104]
- أبلغ عن حالة جديدة في جزر الكناري، ذكر مصاب في سان كريستوبال دي لا لاغونا، تنريفي.[105] أبلغ أيضًا عن إصابة ثلاث سائحات إيطاليات وشخص آخر في تنريفي، مما يرفع المجموع إلى 13 حالة نشطة و3 حالات تعافي، 9 منهم في تنريفي و4 في كناريا الكبرى.[106][107]
- حالة جديدة في كانتابريا، شاب أصيب في إقليم الباسك، مما يرفع المجموع إلى 11 حالة ضمن المجتمع.[108]
- في قشتالة وليون حالة جديدة في برغش، امرأة شابة، مما يرفع مجموع الحالات الإيجابية إلى 14.[109]
- في قشتالة والمنشف، أبلغ عن حالتين جديدتين في وادي الحجارة، مما يرفع العدد الإجمالي إلى 15، 10 حالات مؤكدة في وادي الحجارة، حالتان في طليطلة، حالة في الباسيتي، حالة في المنسى وحالة في توميلوسو.[110]
- 5 إصابات جديدة في كتالونيا، امرأة تبلغ من العمر 29 عامًا في حالة حرجة، فتاة تبلغ من العمر 19 عامًا في برشلونة، رجل يبلغ من العمر 57 عامًا في كابرايلس (برشلونة)، امرأة تبلغ من العمر 35 عامًا في برشلونة وامرأة تبلغ من العمر 55 عامًا في برشلونة أيضًا وسافرت إلى ميلان، مما يرفع المجموع إلى 37.[111]
- أكدت الحالتان الرابعة والخامسة الجديدتان في جليقية ضمن المجتمع، أدخلت فتاة تبلغ من العمر 15 عامًا وامرأة تبلغ من العمر 47 عامًا مستشفى الفارو كونكويرو دي فيغو في فيغو[112][113]
- في منطقة مدريد، 46 حالة جديدة في فالديمورو مما يرفع المجموع إلى 134 حالة نشطة و4 وفيات بالمجمل،[114] بما في ذلك رجل يبلغ من العمر 76 عامًا وله سوابق مرضية توفي في مستشفى إنفانتا إيلينا في فالديمورو، وكان رابع وفاة مؤكدة في إسبانيا،[115][116] الوفيات الأخرى شملت رجل يبلغ من العمر 91 عامًا توفي في مستشفى غريغوريو مارانيون،[117][118] ورجل آخر يبلغ من العمر 83 عامًا توفي في مستشفى سيفيرو أوتشوا في ليغانيس.[119][120]
- 21 حالة إيجابية جديدة في لا ريوخا مما يرفع المجموع إلى 38 حالة.[121]

### 7 مارس
- كانت نتيجة اختبار طالب في جامعة سانتا ماريا دي لوس روزاليس في مدريد إيجابياً لفيروس كورونا. وهذه هي الجامعة التي تدرس فيها ليونور أميرة أشتورية، الوريثة المفترضة لعرش إسبانيا، وأختها إنفانتا صوفيا. أعلنت الأسرة الملكية الإسبانية أن بنات الملك سوف يستأنفن دروسهن عندما تستأنف الجامعة يوم الاثنين.[122]
- أغلقت أرو في لا ريوخا.[123]

### 8 مارس
- تأكدت وفاة سبعة أشخاص آخرين.[124][125]

- شُخصت أول حالة في منطقة مرسية.

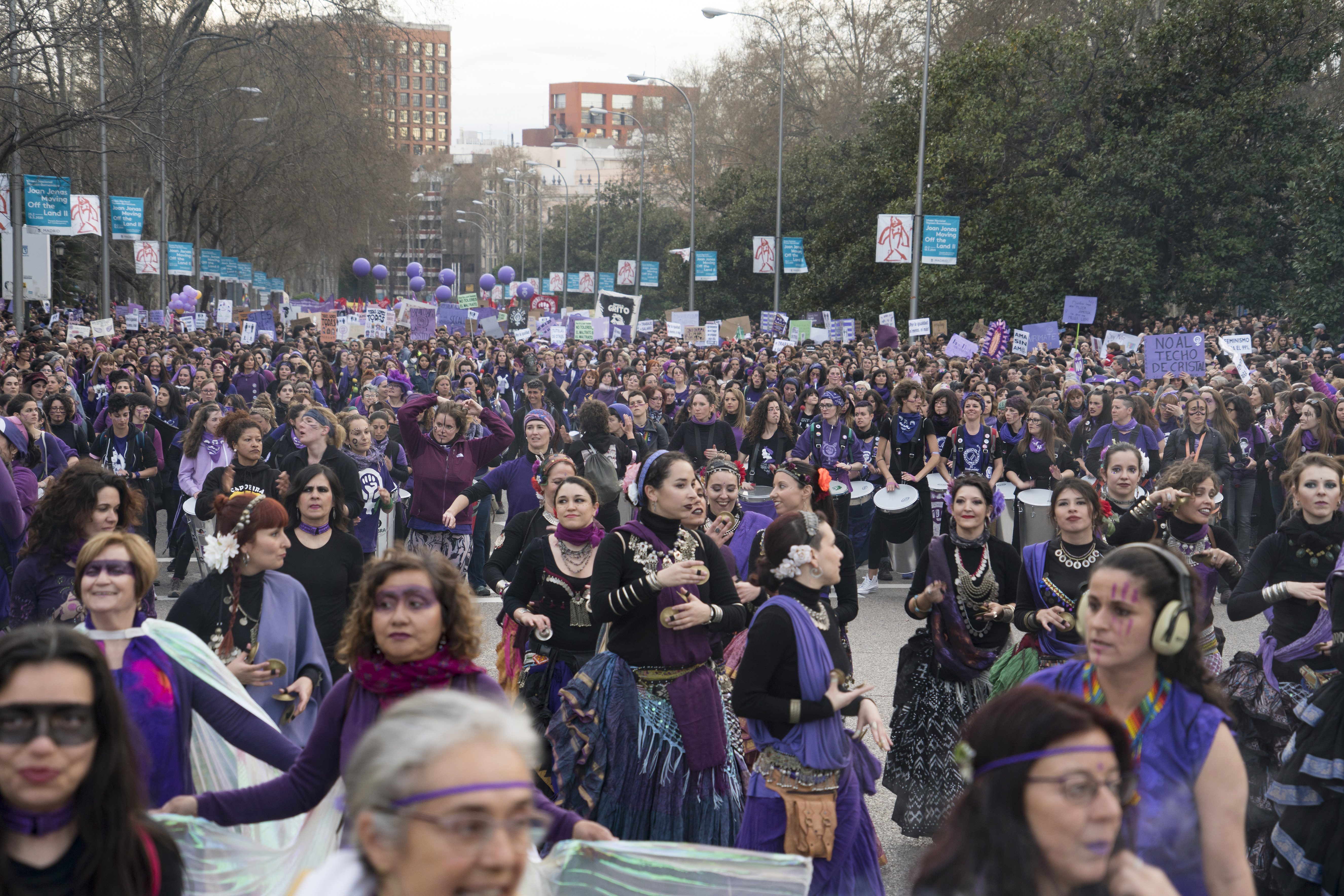
مسيرة يوم المرأة العالمي في مدريد، 8 مارس 2020

- شارك حوالي 120 ألف شخص في مسيرة يوم المرأة العالمي بمدريد.[126][127]

### 9 مارس
- زاد عدد الحالات المؤكدة إلى 1231 والوفيات 30.[128]
- في برشلونة، أغلقت روضة أطفال في خضم إصابة أحد العاملين فيها بالفيروس، وثلاثة أعضاء من مجلس المدينة، بما في ذلك النائب الأول لرئيس البلدية خاومي كولبوني الذي خضع للعزل الذاتي.[129]
- أفادت وزارة الصحة الكاتالونية عن حالتي وفاة جديدتين في كاتالونيا.[130]
- أعلنت حكومة الباسك إغلاق جميع المدارس في بلديات فيتوريا[131] ولاباستيدا.[132]
- أعلنت رئيسة حكومة مدريد الإقليمية، إيزابيل دياز أيوسو، إلغاء الفصول الدراسية في المجتمعات المستقلة ذاتيًا في مدريد على جميع المستويات التعليمية بسبب الزيادة الكبيرة في الحالات في المنطقة، وهو إجراء من شأنه أن يؤثر على أكثر من 1.5 مليون طالب.[133]

### 10 مارس
- تأكدت الوفاة الأولى في لا ريوخا.[134]
- أعلنت حكومة لا ريوخا الإقليمية تعليق الفصول الدراسية لمدة أسبوعين.[135]
- خافيير أورتيغا سميث، الأمين العام لحزب فوكس اليميني المتطرف، القوة السياسية الثالثة في البرلمان الإسباني، كان اختباره لفيروس كورونا إيجابيًا بعد أن استضاف حزبه اجتماعًا وطنيًا مع الأنصار في 8 مارس.[136][137]
- بعد أن تأكدت إصابة أورتيغا سميث بفيروس كوفيد-19 علق مجلس النواب ومجلس الشيوخ نشاطه البرلماني لمدة أسبوع، وطُلب من 52 من أعضاء الهيئة التشريعية للحزب التزام منازلهم.
- عُلقت جميع الرحلات الجوية المباشرة بين المطارات الإسبانية والإيطالية حتى 25 مارس.[138]
- أكدت الحالة الأولى في مقاطعة طركونة، حالتان في كمبريلز، وحالتان في سالو.[139]
- كانت إصابة امرأة مسنة من كاستيلسيرا هي الحالة الأولى في مقاطعة لاردة ومما يعني أنه أصبح هناك حالات في جميع المقطعات الكتالونية.[140]
- أوقفت المحكمة الدستورية نشاطها لليومين التاليين لهذا التاريخ.[141] وقد علقت الأكاديمية الملكية الإسبانية جلساتها العامة.[142]
- أعلنت الأسرة الملكية الاسبانية أن جدول أعمال الملك عُلق لمدة أسبوع، باستثناء زيارة رسمية لفرنسا في اليوم التالي.[143]
- قرر مؤتمر رؤساء جامعات مدريد الحكومية (سي آر يو إم إيه) تأجيل التقويم الأكاديمي والفصول والامتحانات والالتحاق لمدة أسبوعين.[144]
- حظرت الحكومة الإسبانية الفعاليات التي يتواجد بها أكثر من ألف شخص في لا ريوخا ومدريد وفيتوريا.[145]
- قررت حكومة فالنسيا تأجيل فعالية شلالات فالنسيا للمرة الخامسة في تاريخها وفستفال ماغدالينا في كاستيلون.[146]

### 11 مارس
- تابعت الحكومة الكتالونيا خطوات الحكومة الإسبانية التي اتخذتها في اليوم السابق وأوقفت الفعاليات التي يحضرها أكثر من ألف شخص في البلاد.[147]
- ألغت مدريد النشاطات التذكارية في ذكرى تفجيرات مدريد الإرهابية عام 2004، المقرر إجراؤها في أتوشا.[148]
- أُعلنت الوفاة الأولى في إكسترامادورا.[149]
- أُعلن عن إصابة نائب ثانٍ ينتمي إلى حزب فوكس اليميني المتطرف لم يسبق له التعامل عن قرب مع المريض الأول.[150]
- أعلن المجلس المحلي لمدينة مدريد عن إيقاف جميع نشاطاته مدة خمسة عشر يومًا، وذلك بعد تشخيص إصابة أورتيغا سميث.[151]
- أعلن برلمان أندلوسيا عن إيقاف نشاطاته مدة أسبوع بعد تأكيد إصابة أحد الأعضاء من حزب فوكس.[152]
- أعلنت آنا باستور النائبة الثانية لرئيس الكونغرس الإسباني والرئيس السابق للكونغرس ووزيرة الصحة السابقة وزيرة التنمية والعمل العام السابقة عن تأثرها بفيروس كورونا.[153]
- أصبحت امرأة في بلدة إل فيندريل خامس حالة مشخصة في مقاطعة طراغونة.[154]
- أعلنت آنا فيغا المتحدثة الرسمية باسم فوكس في مجلس فالنسيا التشريعي عن إصابتها بكوفيد-19 لتصبح رابع مصابي الحزب اليميني المتطرف.[155]
- أعلنت وزيرة صحة حكومة الباسك نيكاني مورغا عن إغلاق جميع المدارس في ألافا، بعد إصابة اثني عشر تلميذًا بكوفيد-19. شمل هذا الإجراء أكثر من 60,000 تلميذ.[156]
- أمرت وزارة الثقافة الإسبانية بإغلاق جميع المراكز التابعة للوزارة في مدريد، ومن بيها متاحف إل برادو ورينا سوفيا وتيسن ومتاحف التراث السينمائي والعمارة والأنثروبولوجيا، إضافة إلى المكتبة العامة والقصر الملكي على سبيل المثال لا الحصر.[157]
- أُعلن عن تأجيل نهائي كأس ملك إسبانيا لعام 2020 -وهو المباراة النهائية لكأس كرة القدم المحلي المقرر إجراؤها في إشبيلية بتاريخ الثامن عشر من أبريل بين فريقين من مقاطعة الباسك- بناء على افتراض أن هذه المباراة قد تُلغى أو تُلعب في ملعب فارغ، وذلك على أمل إيجاد حل خلال الأسابيع المقبلة للسماح للجمهور بحضور المباراة المهمة مثل العادة. لم تعلن الجهات المسؤولة عن موعد مؤجل للمباراة في ذلك الوقت.[158]

### 12 مارس
- أوقفت مدينة مليلية المستقلة عبور حاملي البضائع من المغرب تجنبًا للتجمعات على الحدود.[159]
- وصل تحليل الفيروس إيجابيًا لوزيرة المساواة الإسبانية إيرين مونتيرو،[160] ما أدى إلى وضعها مع زوجها بابلو إغليسياس توريون النائب الثاني لرئيس وزراء إسبانيا في الحجر الصحي، ليصبحا أعلى المسؤولين الإسبان المصابين مرتبة سياسية، ما دفع السلطات المركزية في قصر مونكلوا إلى الإعلان عن إجراء تحاليل لبقية أعضاء الحكومة الإسبانية.
- أُعلن عن أول حالتين مؤكدتين على جزيرة لا بالما.[161]
- أعلنت الحكومات المحلية لكل من مرسية وغاليسيا وكتالونيا والباسك وأشتورية وأراغون وجزر الكناري وكاستيل لا مانشا ونافاري وإكستريمادورا وجزر البليار وكانتابريا ومدينة مليلية عن إلغاء فصول جميع المستويات التعليمية في مناطق إدارتها المحلية،[162][163][164][165][166][167][168][169][170] فتوقفت الفصول الدراسية في أربعة عشر من أصل سبعة عشر مجتمعًا مستقلًا ومدينة مستقلة واحدة.[171]
- خضع ملك إسبانيا والملكة للاختبار بعد أن كانت الملكة ليتيزيا على تماس مع إيرين مونتيرو في السادس من مارس.[172]
- أعلنت عمدة برشلونة آدا كولاو أنها موجودة في الحجر الصحي الوقائي.[173]
- أعلن البرلمان الإسباني عن إيقاف جميع جلساته مدة 15 يومًا.[174]
- أُوقفت الحركة بين إسبانيا والمغرب.[175]
- قررت وزارة الداخلية عزل جميع سجونها التسعة والستين.[176]
- أعلنت عضو مجلس الشيوخ عن حزب الشعب المحافظ كارمن ليت ممثلة لمقاطعة أورينسي إصابتها بكوفيد-19، لتصبح أول أعضاء مجلس الشيوخ إصابة بالمرض.[177]
- أغلقت كنيسة العائلة المقدسة أبوابها أمام السياح وعمال البناء.[178]
- أمرت الحكومة الكتالونيا بعزل مدينة إيغوالادا بالإضافة إلى بلدات فيلانوفا ديل كامي وأودينا وسانتا مارغاريتا دي مومبوي بعد أن أصبح مشفى إيغوالادا بؤرة للعدوى. أثر هذا الإجراء الأول في إسبانيا على 70,000 شخص خلال 14 يومًا.[179]
- أعلن مؤشر آيبيكس 35 انخفاضًا بمعدل 14% هو الأسوأ في التاريخ خلال يوم واحد.[180]
- أُغلقت المدارس بشكل كامل في البلاد بعد أن أمرت السلطات المحلية لجميع المناطق المستقلة ذاتيًا بذلك. طُلب من أكثر من 10 ملايين طالب (مليون طالب جامعي وتسع ملايين طالب مدرسة) البقاء في المنزل مدة تصل إلى أسبوعين.[181]
- أكد زعيم حزب فوكس سانتياغو أباسكال والمتحدثة باسم الحزب ماكاريا أولونا تشوكلان إصابتهما بكوفيد-19.[182]
- أُعلنت إصابة وزيرة الإدارة المحلية كارولينا دارياس.[183]
- أُكدت إصابة شخصين في مدينة مليلية المستقلة.[184]
- أعلن دوري كرة القدم للمحترفين إيقاف الدرجة الأولى والثانية من الدوري الإسباني لكرة القدم مدة 14 يومًا.[185] جاء هذا الإعلان بعد تأجيل مباراة فريق ريال مدريد ضد مانشستر سيتي في دوري أبطال أوروبا، وذلك بسبب وضع لاعبي فريق ريال مدريد تحت الحجر الصحي. شُخصت إصابة أحد لاعبي فريق ريال مدريد لكرة السلة، ما أثار القلق من احتمال إصابة لاعبي فريق ريال مدريد لكرة القدم لأن الفريقين يشتركان بالمنشآت التدريبية.[186]

### 13 مارس
- أمر عمدة مدريد خوسيه لويس مارتينيز ألميدا بإغلاق جميع الحانات والتراسات في العاصمة،[187] وأعلن أن حكومته مستعدة لعزل المدينة إن دعت الحاجة لذلك.
- أكدت نائب حزب الشعب بياتريث خيمينيز لينويسا إصابتها بالفيروس،[188] ما رفع عدد السياسيين المصابين إلى سبعة نواب وعضو في مجلس الشيوخ.
- أعلنت منطقة إقليم الباسك حالة الطوارئ الصحية، ما يسمح بعزل السكان ضمن الإقليم.[189]
- أُعلنت أول إصابتين في مدينة مليلية المستقلة (شُخصت الحالتان في اليوم السابق).[184]
- أعلن رئيس المحكمة الوطنية المركزية تعليق كافة النشاطات الروتينية للمحكمة مدة خمسة عشر يومًا، مع الإبقاء على المتابعات المستعجلة في المحكمة قيد العمل.[190]
- أوقفت الملكة ليتيزيا كورتيز نشاطاتها عدة أيام وبدأت العزل الذاتي. وصلت نتائج تحليلها سلبية لكوفيد-19 بعد عدة أيام من لقاء وزيرة مصابة في الحكومة.[191]
- أُوقف النشاط القضائي في منطقة مدريد المستقلة ذاتيًا بالإضافة إلى إيغوالادا وإقليم الباسك وأرو بأمر من المجلس القضائي العام.[192]
- أعلنت حكومة مرسية عزل أكثر من 500,000 شخص في البلديات الساحلية.[193]
- أكدت جميع المحافظات الإسبانية حالة واحدة على الأقل ضمنها بعد تأكيد إصابات في كل من آبلة وقونكة ووشقة وبالنثيا وسوريا، لتبقى فقط مدينة سبتة المستقلة وجزر إل إييرو وفورمينتيرا دون إصابات مؤكدة.[194][195][196][197][198]
- أعلن رئيس وزراء إسبانيا بيدرو سانشيز وضع البلاد في حالة الاستعداد الأقصى الدستورية مدة خمسة عشر يومًا، دخل هذا القرار حيز التنفيذ في اليوم التالي بعد موافقة مجلس الوزراء.[199]
- أُغلق كل من منتزه دنيانا الوطني وكاتدرائية سانتياغو دي كومبوستيلا وبرج هرقل أمام الزوار والنشاطات المقررة.[200][201]
- أعلنت كتالونيا عن 190 إصابة جديدة في زيادة هي الأكبر خلال يوم واحد.[202]
- أعلنت المتحدثة باسم الحزب الاشتراكي العمالي الإسباني دخولها العزل الذاتي بعد تشخيص إصابة أحد مساعديها، على الرغم من أنها ذكرت عدم وجود أي أعراض لديها.[203]
- منذ السبت، أغلقت أشتورية وكتالونيا وكانتابريا وجليقية ومدريد إغلاق جميع المتاجر ما عدا تلك التي تبيع الطعام والحاجات الأساسية.[204][205][206]
- أعلن نائب رئيس قشتالة وليون فرانسيسكو إيغيا تعليق مراسم الأسبوع المقدس في المنطقة بعد محادثات مع الإدارة المحلية.[207]
- طلبت رئيسة جزر البليار فرانسينا أرمينغول من رئيس الوزراء إيقاف حركة النقل بين الجزر وبر البلاد الرئيسي.[208]
- طلب رئيس كتالونيا يواكيم تورا من رئيس الوزراء تصريح إغلاق جميع موانئ كتالونيا ومطاراتها وسككها الحديدية.[209]
- أُعلن أنه في الحادي عشر من مارس، نُقل الأمين العام السابق لحلف شمال الأطلسي (ناتو) والممثل السامي السابق للاتحاد للشؤون الخارجية والسياسة الأمنية خافيير سولانا إلى المشفى بعد إصابته بكوفيد-19.[210]
- في إكستريمادورا، فُرض الحظر الكامل في بلدة أرويو دي لا لوز.[211]

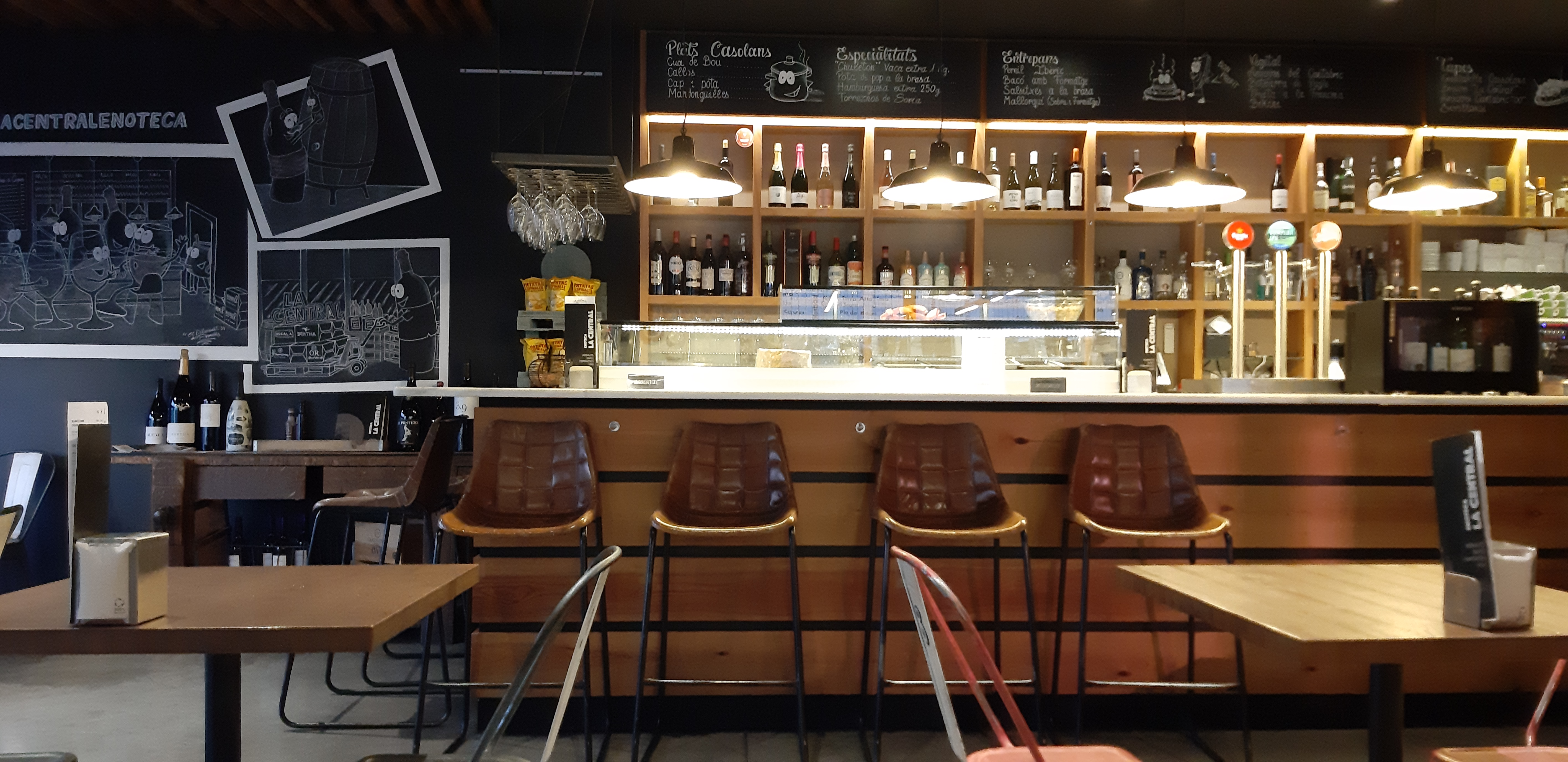
إحدى حانات فيلافرانكا ديل بينيديس مغلقة بسبب فيروس كورونا

### 14 مارس
- وصل تحليل كوفيد-19 إيجابيًا لنائب حزب فوكس أنتونيو سالفا.[212]
- ألغت مجالس مدن إشبيلية وغرناطة وقرطبة، بالإضافة إلى منطقة مرسية مراسم الاحتفال بالأسبوع المقدس رسميًا.[213]
- سُجلت الوفاة الأولى في جليقية.[214]
- أغلقت الحكومات المحلية في مرسية والباسك جميع المتاجر ما عدا تلك التي تبيع الطعام والبضائع الضرورية.[215]
- أغلق عمدة مدريد المنتزهات والحدائق العامة.[216]
- أعلنت الحكومة الإسبانية فرض إغلاق كامل للبلاد ومنع جميع الرحلات إلا للضرورة القصوى، وأعلنت أنها قد تتدخل في عمل الشركات لضمان وصول البضائع الأساسية.[217][218]
- بدأت المحافظات الأخرى بإلغاء مراسم الأسبوع المقدس.[219]
- أُكدت إصابة بيغونيا غوميز زوجة رئيس الوزراء بكوفيد-19.[220]

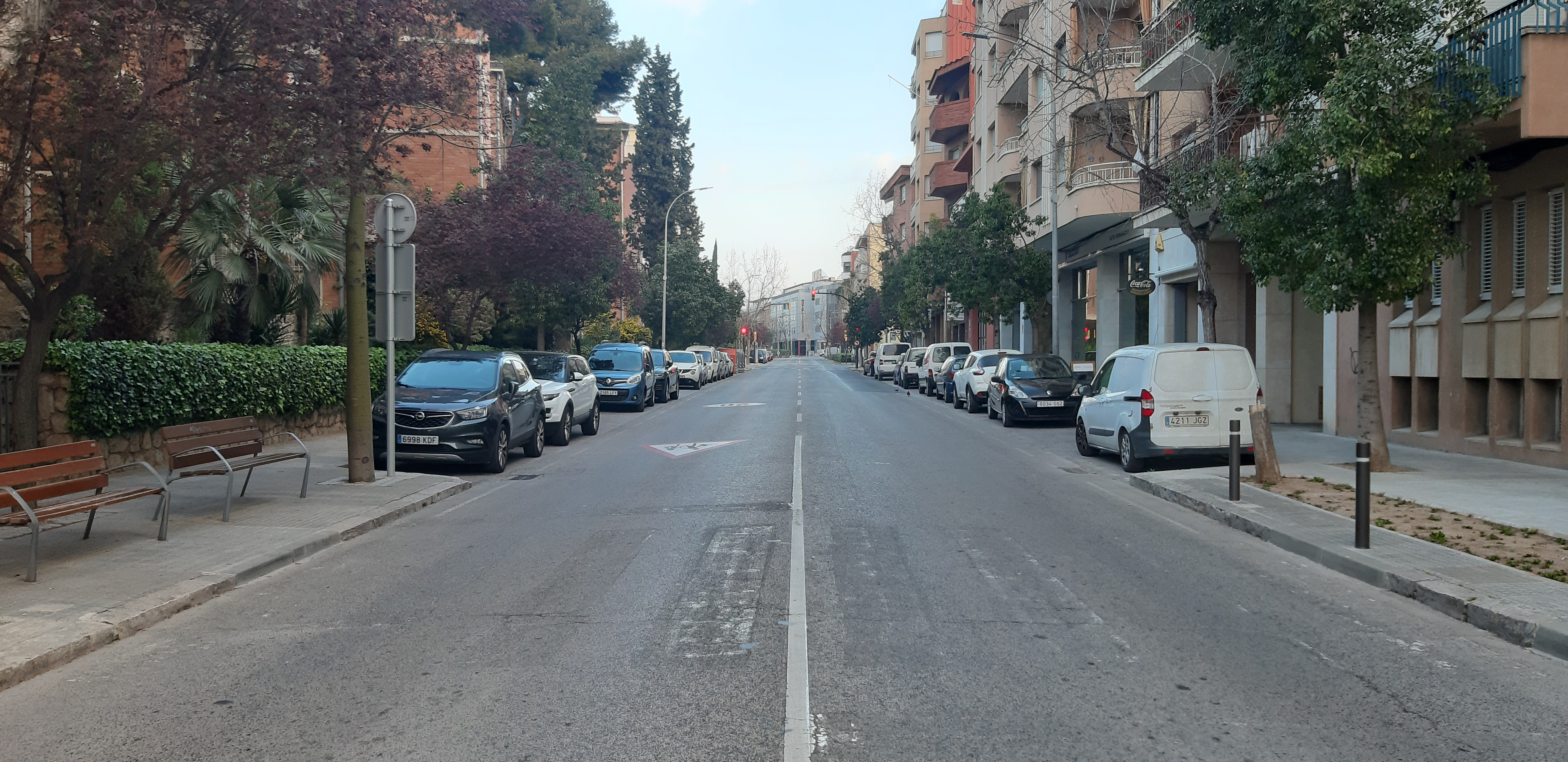
شوارع فيلافرانكا ديل بينيدس المهجورة.

### 15 مارس
- أُعلنت الحالة الأولى في مدينة سبتة المستقلة لطالب من مدريد.[221]
- أكدت وزارة الصحة 2,000 إصابة جديدة.
- أُجل معرض أبريل في إشبيلية إلى سبتمبر في سابقة هي الأولى في تاريخه.[222]
- إصابة مفوض الشعب في كتالونيا رافاييل ريبو ونائب رئيس كتالونيا بيري أراغونيث بالفيروس.[223][224]
- أعلن نادي فالنسيا لكرة القدم تسجيل خمس إصابات بالفيروس داخل الفريق، شملت اللاعبين إزيكييل غاراي وإلياكيم مانغالا وخوسيه لويس غايا، بالإضافة إلى فرد من الكادر الفني وأحد الأطباء.[225]
- ردًا على ازدياد عدد الحالات المشخصة بكوفيد-19، أعلنت الحكومة الألمانية حالة الطوارئ وفرضت الحظر الشامل للبلاد بدءًا من الخامس عشر من مارس ضمن إجراءات الطوارئ الهادفة إلى مواجهة تفشي فيروس كورونا في البلاد.[226][227] أُجبر جميع السكان على ملازمة أماكن سكنهم المعتادة إلا في حال الحاجة إلى شراء الطعام والأدوية أو العمل أو الحالات الطارئة.[228][229] فرضت إجراءات الحظر أيضًا إغلاق المحال غير الضرورية بشكل مؤقت، بصورة تشمل الحانات والمطاعم والمقاهي ودور السينما والمتاجر التجارية ومتاجر البيع بسعر المفرق، في حين أعلنت الحكومة أيضًا أنها سوف تملك الصلاحية للسيطرة على مزودي الخدمات الصحية من القطاع الخاص في حال دعت الحاجة لذلك.[226][230] أتى هذا الإعلان بعد الازدياد الكبير في عدد الحالات المؤكدة من كوفيد-19 في إسبانيًا، الذي ارتفع بنسبة 66% من 3,146 حالة إلى 5,232 حالة في الثالث عشر من مارس 2020.[231] وصف رئيس الوزراء بيدرو سانشيز هذا القرار بالـ «استثنائي»، مبررًا اتخاذه بكون البلاد تتعامل مع «أزمة صحية واجتماعية واقتصادية».[226]

### 16 مارس
- أُعلنت إصابة رئيسة منطقة مدريد المستقلة إيزابيل دياز أيوسو التي تشرف على أكثر مناطق البلاد تأثرًا بالوباء، لتصبح أول الرؤساء الإقليميين إصابة بالفيروس.[232]
- أُجلت انتخابات الباسك المقرر عقدها في الخامس من أبريل حتى تجاوز الأزمة الصحية، وذلك بعد اتفاق جميع الأحزاب السياسية الممثلة في برلمان الباسك.[233]
- أُعلنت إصابة رئيس حكومة كتالونيا يواكيم تورا الذي يحكم ثاني أكثر المناطق تأثرًا بالوباء.[234]
- أُجلت انتخابات جليقية المقرر عقدها في الخامس من أبريل حتى تجاوز الأزمة الصحية.[235]
- أعلن وزير الداخلية فيرناندو غراندي مارلاسكا إغلاق جميع الحدود الفرنسية بدءًا من الساعة 12 مساء بتاريخ السادس عشر من مارس، سامحًا فقط بدخول المواطنين الإسبان وأولئك الذين يثبت أنهم يطلبون الدخل لظرف قاهر أو حاجة ملحة. لن تملك القيود الجديدة على الدخول أي تأثير على حركة نقل البضائع لضمان عمل سلسلة التوريد، بالإضافة إلى أنها لن تُطبق على أفراد البعثات الدبلوماسية الأجنبية.[236]

### 17 مارس
- أُكدت الوفاة الأولى في مقاطعة طراغونة ضمن مشفى في فالس لامرأة من بادالونا بعمر 88 سنة.[237]
- أُجلت امتحانات سيليكتيفداد (امتحانات القبول الجامعي في إسبانيا) المقرر إجراؤها في يونيو لأكثر من 300,000 طالب حتى إشعار آخر.[238]
- أعلنت رئيسة حكومة جزر البليار فرانسينا آبينغول أنه بعد الحصول على موافقة الحكومة الإسبانية، سوف تتابع حكومتها إغلاق كافة الموانئ والمطارات في المنطقة مع «بعض الاستثناءات».[239]
- أعلن رئيس الوزراء بيدرو سانشيز حزمة إعانات بقيمة أكثر من 200 مليار يورو تمثل نحو 20% من الناتج الإجمالي المحلي الإسباني لتخفيف وطأة أزمة فيروس كورونا. حصل القرار الملكي على موافقة حكومته ويتضمن تعليقًا لدفع أجور العمال والمستقلين المعرضين للضرر والمتأثرين بكوفيد-19، إضافة إلى تبسيط ملفات الفصل المؤقت ودعم العمال والشركات المتأثرة بالأزمة الاقتصادية وإجراءات هادفة إلى ضمان بقاء السيلة في الشركات وتشجيع البحث العلمي الهادف إلى إيجاد اللقاح.[240][241]
- نُقل الرئيس السابق لنادي ريال مدريد لورينزو سانز إلى المشفى بحالة خطرة بعد تشخيص إصابته بفيروس كورونا.[242]

### 18 مارس
- وصل عدد الإصابات في البلاد إلى 14,500 في حين ارتفعت حصيلة الوفيات إلى أكثر من 600.[243]
- وصلت منحة مساعدات صينية مكونة من أكثر من 500,000 قناع طبي إلى إسبانيا.[244]
- مدد وزير التعليم في إقليم الباسك مدة إغلاق المدارس إلى أجل غير مسمى.[245]
- اجتمع مجلس النواب الإسباني في جلسة تاريخية أعلن فيها رئيس الوزراء تدبير حالة الطوارئ في البلاد. في ظل الإجراءات الأمنية الصحية المشددة، حضر 5% فقط من المشرعين هذه الجلسة.[246]
- أُعلنت إصابة عضو مجلس الشيوخ السابق وعمدة برشلونة السابق خافيير غارسيا ألبيول بكوفيد-19.[247]
- خاطب الملك الإسباني فيليب السابع الأمة في خطاب خاص للمرة الثانية خلال فترة حكمه والمرة السادسة التي يلقي فيها الملك خطابًا عامًا خلال 40 سنة من الديمقراطية.[248][249]
- أُلغيت منافسة يوروفيجن للأغاني عام 2020 نظرًا إلى جائحة فيروس كورونا، التي كان من المقرر أن يؤدي فيها بلاس كانتو أغنيته «يونيفيرسو» في روتردام، ممثلًا إسبانيا خلال شهر مايو.[250]

### 19 مارس
- حظرت جزر الكناري الرحلات الجوية بين شبه الجزيرة (بر البلاد الرئيسي) وأراضيها. توقفت المواصلات البحرية والجوية مع جزر البليار نظرًا إلى إيقاف شركات الطيران جميع رحلاتها.[251]
- أُعلنت حالة الوفاة الأولى لعامل في المجال الصحي في البلاد، وهي ممرضة في إقليم الباسك.[252]
- نُقلت الرئيسة السابقة لمنطقة مدريد والرئيسة السابقة لمجلس الشيوخ إسبيرانزا أغير وزوجها إلى المشفى.[253]
- أعلنت الممثلة الإسبانية إيتزيار إيتونو المعروفة بدور المحققة راكيل موريو في المسلسل التلفزيوني الإسباني لا كاسا دي بابيل إصابتها بالفيروس.[254]

### 20 مارس
- تجاوز عدد الوفيات المسجلة في إسبانيا 1,000 وفاة.[255]
- تأكيد الإصابة الأولى في جزيرة إل إييرو.[256]
- تأكيد إصابة لاعب فريق إسبانيول لكرة القدم في الدوري الإسباني وو لي، الذي تعود أصوله إلى الصين.[257]
- وفاة النبيل الإسباني والشخصية البارزة في المجتمع ورائد الأعمال كارلوس فالكو، مركيز غرينون الخامس نتيجة كوفيد-19 عن عمر 83 سنة.[258]

### 21 مارس
- أعلنت وزارة الصحة شراء 640,000 اختبار سريع الكشف.[259]
- توفي رئيس ريال مدريد السابق لورينزو سانز بسبب كوفيد-19.[260]
- أعلنت إيزابيل دياز أيوسو (رئيسة مجتمع مدريد) أن 80% من سكان مدريد قد يصابون بالمرض.[261]
- أُجري أكثر من 350,000 اختبار للتحري عن كوفيد-19.[262][263]

### 22 مارس
- أعلن بلاسيدو دومينغو، مغني الأوبرا الإسباني المشهور، إثبات الاختبارات المُجراة له عن إيجابية إصابته بكوفيد-19.[264]
- أعلن رئيس الوزراء الإسباني بيدرو سانشيز أنه سيقدم عريضة لتمديد حالة الإنذار في البلاد حتى 11 أبريل إلى الكونغرس بعد التشاور مع الرؤساء الإقليميين.[265][266]
- نُقلت والدة رئيس الوزراء بيدرو سانشيز وزوجها إلى المستشفى بعد إصابتهما بفيروس كورونا.[267]
- أمر رئيس منطقة مُرسية بوقف جميع الأنشطة الاقتصادية غير الضرورية، قرار ألغته الحكومة المركزية لاحقًا.[268]

### 23 مارس
- ازداد عدد الحالات في إسبانيا 4,000 حالة في اليوم الواحد، ليصل العدد إلى 33,000 مصاب و2,182 وفاة.[269]
- عُلّقت المظاهر الدينية روميريا ديل إلروسيو، المقررة في 29 مايو حتى 1 يونيو، ونقلت عذراء إلروسيو.[270]

- توفي خوسيه فولجادو، وزير الدولة للميزانيات والنفقات بين عامي 1996 و 2000؛ وللاقتصاد والطاقة والمؤسسات الصغيرة والمتوسطة بين عامي 2000 و 2002؛ وللطاقة والتنمية الصناعية والشركات الصغيرة والمتوسطة منذ عام 2002 حتى عام 2004؛ ونائب الكونغرس في عام 2000 ومن عام 2004 إلى عام 2008؛ ونائب الحزب الشعبي، عن عمر يناهز 75 عامًا بسبب كوفيد-19.
- ألبرتو فابرا، الرئيس السابق لجماعة بلنسية؛ قُبل خوان كوتينو، الرئيس السابق لكورتس فالينسيانيس وفرناندو مارتين ألفاريز، الرئيس السابق لريال مدريد في وحدة العناية المركزة بعد اختبار إيجابي لفيروس كورونا.[271][272][273]
- توفيت الممثلة الإيطالية وملكة جمال إيطاليا السابقة لوسيا بوسيه عن عمر يناهز 89 عامًا بسبب ذات الرئة كمضاعفة لكوفيد-19.[274]
- عثر الجيش الإسباني على كبار السن مهملين ومتوفين داخل دور التقاعد، وفقًا لوزيرة الدفاع مارغريتا روبليس. فُتح تحقيق جنائي.[275]

### 24 مارس
- ارتفع عدد الوفيات بمقدار 514 خلال 24 ساعة السابقة (رقم قياسي)، إذ أُبلغ عن وفاة 2,696 شخصًا.[276]
- بدأ استخدام «بولاسيو ديل هيالو»، وهي حلبة للتزلج على الجليد في مدريد، كمشرحة.[277]
- كانت نتائج اختبار وزير الدفاع السابق والرئيسة السابقة لقشتالة لامانشا ماريا دولوريس دي كوسبيدال وزوجها إيجابية بسبب الإصابة بفيروس كوفيد-19. أُدخلا إلى المستشفى قبل ذلك بأيام، ولكن لم تظهر عليهما أعراض خطيرة في المنزل.[278]
- أُدخل القاضي بالتاسار جارزون وحارس المرمى الأرجنتيني المتقاعد هوغو جاتي إلى المستشفى بعد عدواهم بكوفيد-19.[279][280]
- ثبتت إصابة 5,400 من العاملين الطبيين بفيروس كورونا وأُرسلوا إلى منازلهم، ما أدى إلى إجهاد المستشفيات، إذ أدى نقص معدات الحماية إلى تعريض العمال للخطر.[281]
- برايد مدريد لمجتمع الميم، أكبر حدث لمجتمع الميم في أوروبا والمخطط له لشهر يوليو، أُجّل حتى إشعار آخر.[282]

### 25 مارس
- النائب الأول لرئيس الوزراء ووزير الرئاسة، والعلاقات مع الكورتيس والذكرى الديمقراطية كارمن كالفو، أُدخل المستشفى منذ الأحد الماضي، كانت اختباراته إيجابية الإصابة بكوفيد-19.[283]

### 26 مارس
- أصبحت الأميرة ماريا تيريزا، من بوربون بارما، ابنة عم ملك إسبانيا فيليب السادس، أول ملكة توفيت من كوفيد-19 في 26 مارس في باريس عن عمر يناهز 86 عامًا.[284]

### 28 مارس
- أوقفت الحكومة الإسبانية جميع الأنشطة غير الضرورية في إسبانيا.[285][286]
- تجاوز عدد الموتى اليومي 800 شخصًا، مع وفاة 832 شخصًا في يوم واحد.[287][288][289][290]

### 29 مارس
- اكتُشفت أول حالتين من كوفيد-19 في جزيرة فورمينتيرا، جزر البليار، تاركة جزيرة لا جراسيوزا (جزر الكناري) باعتبارها الإقليم الوحيد الذي لم يُكتشف فيه أي حالات.[291]
- أُدخل عمدة برشلونة السابق اكزافير ترياس إلى المستشفى بعد اختبار إيجابي لكوفيد-19. سُرّح في 7 أبريل.[292][293]

### 30 مارس
- أُجري اختبار للدكتور فرناندو سيمون، رئيس مركز إسبانيا للطوارئ الصحية والوجه العام لاستجابة الحكومة، بنتيجة إيجابية للفيروس بسبب لقاءاته اليومية، إذ استُبدل بالطبيبة ماريا خوسيه سييرا.[294][295]

## أبريل

### 3 أبريل
- 950 وفاة في يوم واحد، أعلى رقم في العالم سُجّل على مدار 24 ساعة.[296][297][298]

### 4 أبريل
- اليوم الأول من الانخفاض العام في البيانات في الأسبوع.[299]
- يحتاج ما لا يقل عن 6416 شخصًا في المستشفى إلى رعاية مكثفة.[300]
- أعلن رئيس الوزراء بيدرو سانشيز طلبًا إلى مجلس النواب بتمديد حالة الإنذار لمدة أسبوعين آخرين، حتى 26 أبريل.[301]

### 7 أبريل
- أبلغت عدة مستشفيات عن انخفاض في عدد حالات دخول غرفة الطوارئ وانخفاض الطلب بشكل طفيف على العناية المركزة.[302][303][304]

### 10 أبريل
- في ليلة الجمعة العظيمة، توفي إنريكي موغيكا، وزير العدل السابق بين عامي 1988 و1991 والنائب من 1977 إلى 2000 وأمين المظالم بين 2000 و2010، بسبب فيروس كورونا عن عمر يناهز 88.[305]

### 20 أبريل
- تجاوزت إسبانيا أكثر من 200,000 حالة مُكتشفة وسجّلت أقل عدد من الوفيات في غضون شهر.[306]

### 21 أبريل
- عُلّقت احتفالات سان فيرمين، في بامبلونا.[307]
- أعلنت الحكومة اعتبارًا من 26 أبريل، سيُسمح للأطفال دون 14 عامًا بالمشي، مع الإعلان عن شروط أخرى.[308]
- تحدد الحكومة الحد الأقصى للسعر 0.96 يورو لكل قناع.[309]

### 26 أبريل
- سُمح للأطفال تحت سن 14 سنة بالخروج، باتباع الاحتياطات والقيود المحددة.[310]
- سجّلت إسبانيا أقل من 300 وفاة في يوم واحد، أدنى رقم فيها منذ أكثر من شهر.